# Poecilanthe ulei
Poecilanthe ulei är en ärtväxtart som först beskrevs av Hermann August Theodor Harms, och fick sitt nu gällande namn av Mary Therese Kalin Arroyo och Velva Elaine Rudd. Poecilanthe ulei ingår i släktet Poecilanthe och familjen ärtväxter. Inga underarter finns listade i Catalogue of Life.